# 고계충
고계충(高繼沖, 943년 ~ 973년 12월 11일(음력 11월 14일))은 오대십국시대의 형남의 마지막 군주(재위：962년 ~ 963년). 자는 성화(成和, 찬평(賛平)이라고도 한다.). 고보융의 장남.

## 생애
고보욱은 962년에 죽고, 고보융의 장남 고계충(高繼沖)이 형남절도사의 지위를 이어받았다.(고보욱과 같다) 그 후 송나라 태조가 통일사업을 개시하자, 가장 약소하지만 중요한 요충을 차지하던 형남이 최초의 목표가 되었다.
고계충은 "남쪽의 초나라를 공격하기 위해 길을 빌려달라"라는 송나라측의 요구에 굴복하여 통과를 허락했으나, 송나라군은 영내을 통과하던 중 형남에 대해서도 항복을 요구하여 963년 형남은 멸망했다. 고계충은 그 후 카이펑으로 옮겨져, 송나라의 절도사로서 천수를 누리다 973년에 죽었다.
| 전임 숙부 고보욱 | 제5대 형남의 군주 962년 ~ 963년 | 후임 (멸망) |

| 전임 고보욱 | 형남절도사 962년 ~ 963년 | 후임 왕인섬 |

| 전임 곽종의 | 무녕군 절도사 963년 ~ 973년 | 후임 왕전빈 |